# Saint Elizabeth
Saint Elizabeth – jeden z 14 regionów Jamajki. Znajduje się na południowym zachodzie wyspy. Jest drugim co do wielkości regionem Jamajki.